# Souryala
Souryala est un village situé dans le département de Sabcé de la province du Bam dans la région du Centre-Nord au Burkina Faso.

## Milieu physique

### Situation géographique
Souryala est situé à 22 km du Chef-lieu de la commune qui est Sabcé.
Souryala est limité :
- Au Nord par le village de Siguinvoussé
- Au Nord-Est par le village de Mafoulou
- Au Sud par le village de Foursa
- à l’Est par le village Léfourba et Sanhoui

### Relief
Le relief de Souryala est composé de collines et de glacis à certains endroits. Il y a des bas-fonds qui rendent le village inaccessible en saison pluvieuse. Le sol est latéritique et ne retient pas de grandes quantités d’eau d’où l’insuffisance hydrique dans la zone.

### Climat
Le village appartient au régime tropical soudano-sahélien. Ce climat se traduit par l'alternance de deux saisons : une saison sèche de huit mois comprise entre octobre et mai ; une saison pluvieuse de quatre mois allant de juin à septembre. La pluviométrie varie entre 500 et 800 mm d’eau par an. Cette pluviométrique affecte négativement les récoltes, le couvert végétal et la disponibilité des eaux de surface,.

### Hydrographie

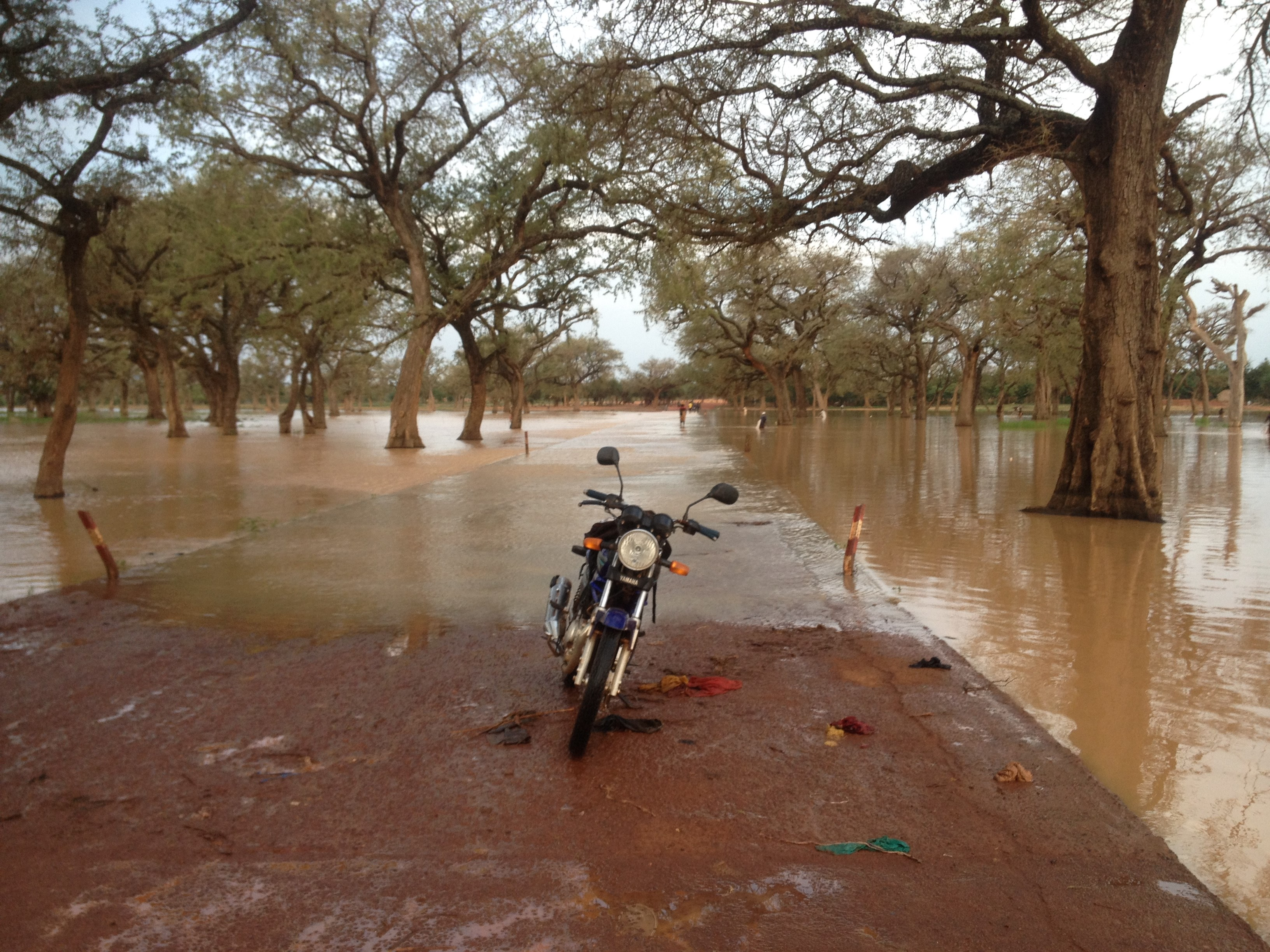
Barrage de Souryala

On enregistre des cours d’eau au niveau du village. Ces cours d’eau, principalement alimentés par les précipitations, tarissent en saison sèche. A l’Ouest du village se trouve un grand barrage qui est long de 15 km, constituant une source de richesse pour le village. L’autre activité lucrative est la pêche. Selon les pécheurs de Souryala, le barrage contient beaucoup de poissons et de gros poissons,.

### Les sols
Ce sont des sols peu évolués et peu profonds (<45cm) à valeur agricole très faible à nulle. Les sols ferrugineux tropicaux sont localisés sur les pentes supérieures des collines. Ils sont peu profonds (<45cm) et proviennent de l'altération des cuirasses. Ce sont des sols à vocation agro-sylvo-pastorale. Les sols sablo-limoneux à argileux sont localisés le long des plans d’eau dans les vallées ou fonds de vallées. Ce sont des sols profonds (>40cm) à valeur agro-sylvo-pastorale intéressante. Outre ces trois principales unités de sols, on note de façon dispersée la présence de lithosols des plateaux cuirassés. Ce sont des sols où l'on note la quasi absence d’une couche de végétation et de terre. Leur valeur agro-sylvo-pastorale est négligeable.
De façon générale, on observe une dégradation progressive des différents types de sols. Cette situation rend pratiquement impossible leur exploitation sans des aménagements de protection et conservation des eaux et des sols et l'apport de matières minérales.

### Végétation
Le caractère semi-désertique du climat du village ne favorise pas l'existence d'une végétation abondante. La végétation originelle est de type savane arborée qui s’est fortement dégradée ces dernières années du fait de la sécheresse et de la forte pression foncière. Les formations végétales naturelles encore présentes sont les reliques de fortes galeries le long des cours d’eau, les savanes et les steppes,.
| Nom scientifique        | Nom en moré |
| ----------------------- | ----------- |
| Adansonia digitata      | Toeega      |
| Acacia nilotica         | Pengendga   |
| Balanites aegvptiaca    | Kieglga     |
| Piliostigma reticulatum | Bagandé     |
| Tamarindus indica       | Pusga       |
| Butyrospermum paradoxum | Taâga       |
| Acacia seyal            | Gomiiga     |
| Anogeisus leiocarpus    | Siiga       |
| Khaya senagalensis      | Kouka       |
| Acacia albida           | Zaanga      |
| Lannea microcarpa       | Sabga       |
| Sclerocarrya birrea     | Noabga      |
| Guiera senegalensis     | Wilenwiiga  |

### La faune
Au regard du climat semi désertique, le village ne regorge que de petits gibiers tels que les lièvres, les singes, les perdrix,les pintades, le chat sauvage, les oiseaux, de reptiles.La raréfaction des animaux sauvages dans la zone, selon les villageois est due en grande partie à la diminution du couvert végétal, à la pression de l’homme (braconnage).

## Milieu humain

### Historique du peuplement
Jadis les premiers habitants de Souryala vivaient à Siguinvoussé qui est un quartier actuel du village. Quelques habitants de Siguinvoussé s’étaient installés dans le village de Souryala qui était une brousse sans nom. Les nouveaux habitants y vivaient paisiblement jusqu’à une époque où il sévissait des maladies contagieuses qui affectaient un grand nombre des habitants. Ainsi toute la population du hameau retourna à Siguivoussé. Le Chef de Siguinvoussé voyant ses frères qui sont revenus avec des maladies et des angoisses, compatit à leur douleur. Il les conseilla de retourner là où ils sont venus car les maladies vont disparaitre. Une grande partie de Siguinvoussé viendra s’installer dans le hameau et le village va s’agrandir d’où le nom du village en moré « souri yaalgai ».
Les religions par ordre d’importance sont : le catholicisme (70%), l’animisme (15%), le protestantisme (10%) et l’islam (5%). La fête de fin de récoltes se situe en fin novembre et les autres fêtes comme la Noël, le ramadan et la tabaski sont les grandes périodes de réjouissance. 

### La population
Le village compte 949 habitant, répartis dans 4 quartiers que sont : Rimgandé, Holé, Bogyiri et Nabiyiri.La population est jeune 58,65% de moins de 20 ans. La taille moyenne des ménages est de 6,2 personnes,.

### Organisation administrative et sociale
Souryala est un village administratif et relève de la commune de Sabcé. Le Comité Villageois de Développement (CVD) est une entité faitière qui s’occupe des activités du développement du village. Elle est aussi une structure consultative qui joue l’intermédiation entre les habitants et les organisations intervenant dans le village. Les Conseillers du village travaillent avec le conseil municipal de Sabcé et veillent à la mise en œuvre des activités de développement planifiées par le conseil. Les CVD sont les répondants du Préfet dans le village. Les conseillers travaillent avec le Maire. Le village a un chef qui assure la gestion de sa communauté et un chef de terre qui est chargé de la gestion des questions liées à la terre et la gestion des cérémonies sacrificielles. Ces deux autorités résident dans le quartier royal Rimgandé. 

### Les intervenants du village
| Identité de la structure                                    | Domaine d’intervention                                                              | Action concrète réalisée dans le village |
| ----------------------------------------------------------- | ----------------------------------------------------------------------------------- | --- |
| AZN (Association Zood-Nooma)                                | - Agriculture (CES/DRS) - Environnement - Équipement en matériels agricoles         | - Équipement en matériels agricoles - Formation en CES/DRS |
| ONG Chant de Femmes                                         | Eau et assainissement                                                               | Formation sur l’hygiène et l’assainissement |
| SOS-SAHEL                                                   | Agriculture                                                                         | Réalisation de cordons pierreux |
| PATECOR                                                     | - Agriculture - Environnement                                                       | Réalisation de cordons pierreux |
| ONG TIPALGA                                                 | Environnement                                                                       | Réalisation de foyers améliorés |
| OCADES                                                      | Activités génératrices de revenus                                                   | Réalisation d’une plateforme multifonctionnelle pour les femmes du village |
| ASDM (Association Soleil Dans la Main)                      | - Education - Eau Potable - Hygiène et Assainissement, - Sécurité alimentaire - AGR | - Élevage de caprins - Réalisation de latrines familiales - Réalisation des forages - Réalisation de test d’analyse des eaux des forages qui contiennent de l’arsenic - Organisation des campagnes d’alphabétisation. |
| Service technique de l’agriculture                          | Agriculture                                                                         | Encadrement des villageois dans le domaine de l’agriculture |
| Service technique de l’élevage                              | Elevage                                                                             | Encadrement des villageois dans le domaine de l’élevage |
| Service technique de l’environnement                        | Environnement                                                                       | Encadrement des villageois dans le domaine de la gestion de l’environnement |
| Associations Reer Taar Souli (Association par groupe d’âge) | Culture et loisirs                                                                  | Les membres commercialisent les céréales, font des cotisations et disposent d’une caisse de solidarité. |
| Association des maraichers                                  | Maraichage                                                                          | Les membres produisent et vendent les légumes cultivés au niveau du barrage. |

### Équipements /Infrastructures
| Type d’infrastructures       | Type d’infrastructures                                    | Nombre |
| ---------------------------- | --------------------------------------------------------- | ------ |
| Infrastructures hydrauliques | Forages                                                   | 5      |
| Infrastructures hydrauliques | Bouli                                                     | 1      |
| Infrastructures hydrauliques | Barrage                                                   | 1      |
| Infrastructures éducatives   | École                                                     | 1      |
| Infrastructures éducatives   | Centre Permanent d’Alphabétisation et de Formation (CPAF) | 0      |
| Infrastructures sanitaires   | PSP                                                       | 1      |
| Infrastructures religieuses  | Église                                                    | 1      |
| Infrastructures religieuses  | Mosquée                                                   | 1      |
| Autres infrastructures       | Moulin                                                    | 1      |
| Autres infrastructures       | Boutique                                                  | 1      |

## État des secteurs sociaux

### L’éducation formelle
Souryala a une école à 3 classes et 1 classe sous paillote, 2 logements, 1 cantine, 1 jardin, un forage et 6 latrines. C’est le Catholic Relief Services qui appuie la cantine de l’école. Avec la réalisation du barrage, l’école est entourée d’eau en saison pluvieuse. L’école est dégradée et nécessite soit une réhabilitation soit une construction d’une nouvelle école dans un nouveau site plus sécurisé.
| Classe | Genre   | Nombre |
| ------ | ------- | ------ |
| CP1    | Garçons | 0      |
| CP1    | Filles  | 0      |
| CP2    | Garçons | 31     |
| CP2    | Filles  | 29     |
| CE1    | Garçons | 0      |
| CE1    | Filles  | 0      |
| CE2    | Garçons | 38     |
| CE2    | Filles  | 33     |
| CM1    | Garçons | 0      |
| CM1    | Filles  | 0      |
| CM2    | Garçons | 15     |
| CM2    | Filles  | 22     |
| Total  |         | 168    |

### Éducation non formelle
L’alphabétisation est dispensée sous des hangars, car le village n’a pas de centre d’alphabétisation construit en matériaux définitifs. Les apprenants subissent les intempéries lors des formations.

### La santé
Un poste de santé primaire fait office de structure de santé où l’on ne pratique que les pesées des femmes enceintes et la vaccination des nouveau-nés. Le Centre de Santé et de Promotion Sociale (CSPS) le plus proche du village se trouve à Mafoulou à 7 km du village. Certaines femmes enceintes avant d’arriver au CSPS accouchent en cours de route. Certains patients ne fréquentent pas la formation sanitaire à cause de la distance et préfèrent se soigner avec la pharmacopée,.

### L’eau et assainissement
| Quartiers | Forages | Latrines familiales | Ménages |
| --------- | ------- | ------------------- | ------- |
| Rimgandé  | 1       | 24                  | 19      |
| Holé      | 2       | 11                  | 18      |
| Bogyiri   | 1       | 6                   | 23      |
| Nabiyiri  | 1       | 8                   | 27      |
| Total     | 5       | 49                  | 87      |

## Activités de production

### Agriculture
L’agriculture constitue la principale activité socio-économique des habitants. L’agriculture pratiquée dans le village est une agriculture de subsistance de type pluviale. Elle est pratiquée de manière extensive. L’agriculture est tributaire des aléas climatiques et expose les populations à l’insécurité alimentaire.
Les principales cultures sont :
Les cultures céréalières : sorgho, petit-mil, maïs et le riz.
Les autres cultures vivrières : Le haricot et l’arachide. Ces cultures se pratiquent dans les champs familiaux qui sont de petites tailles. Les moyens de productions sont la daba. Chaque ménage dispose d’une charrue et pratique la culture attelée. L’agriculture est confrontée à l’érosion des sols. Avec l’accroissement de la population les terres cultivables deviennent rares. Les manques de terres cultivables et les caprices de la pluviométrie entrainent l’exode des jeunes dans les sites miniers à la recherche de leur bien-être.
| Cultures  | Superficie occupée par rapport à la superficie totale du champ |
| --------- | -------------------------------------------------------------- |
| Sorgho    | 50%                                                            |
| Petit mil | 20%                                                            |
| Mais      | 15%                                                            |
| Riz       | 10%                                                            |
| Arachide  | 3%                                                             |
| Haricot   | 2%                                                             |

Les habitants font de la maraichéculture en amont et en aval du cours du barrage. Ils produisent des tomates, des oignons, des concombres, des aubergines, du piment, des choux, des aubergines, du gombo et du haricot vert. Ces légumes sont vendus dans les marchés de Yilou, Basnéré et Kongoussi. Les Ghanéens viennent avec des camions sur le site pour acheter la tomate. Les bénéfices générés par le maraichage (autre que la vente de tomate) varient de 10 0000 F CFA à 30 0000 F CFA. Il faut noter que le marché de la tomate n’est pas structuré. Chaque producteur vend ses produits au premier venu. Les maraichers ne maitrisent pas les nouvelles techniques de production. Ils désirent des formations en maraichéculture en vue d’accroitre leur production. 

### Élevage
L’élevage constitue la deuxième activité du village. Il s’agit d’un élevage sédentaire pratiqué par les agriculteurs qui entretiennent des troupeaux de petits ruminants et de gros bétail. L’élevage traditionnel est aussi caractérisé par l’élevage des volailles. Les producteurs vendent leurs animaux au marché de Yilou, Bassnéré et Kongoussi. L’alimentation du bétail est basée sur le fourrage naturel et les résidus des récoltes. L’insuffisance de pâturage est un handicap pour les éleveurs. 
| Désignation | Bœufs | Anes | Caprins | Volailles |
| ----------- | ----- | ---- | ------- | --------- |
| Effectif    | 126   | 152  | 926     | 1048      |

Au regard du tableau, il ressort que les communautés de Souryala élèvent plus de petits ruminants et de volaille. L’élevage des bœufs et des ânes se fait dans une moindre mesure.

### Orpaillage
Selon, les villageois,15 femmes sur vingt et 5 jeunes sur vingt se rendent sur les sites d’orpaillages pour travailler, e qui leur permet d’avoir des revenus pour satisfaire les besoins familiaux. Il faut noter que l’orpaillage traditionnelle n’est pas structuré. Au regard des populations qui y travaillent, il serait important d’appuyer les orpailleurs à créer des associations.